# 6585 O'Keefe
6585 O'Keefe هو كويكب، يقع ضمن قائمة الكواكب الصغيرة العابرة لمدار المريخ. اكتشف في 26 سبتمبر 1984. وقد اكتشفه كارولين إس شوميكر.، و، ووقد اكتشفه يوجين ميرل شوميكر.

## روابط خارجية
- 6585 O'Keefe في قاعدة بيانات مختبر الدفع النفاث لأجرام النظام الشمسي الصغيرة

- الاكتشاف · مخطط المدار ·  العناصر المدارية · المعلمات المادية

- 6585 O'Keefe على موقع ويكي سكاي: DSS2, SDSS, GALEX, IRAS, Hydrogen α, X-Ray, Astrophoto, Sky Map, Articles and images